# Acacia stenophylla
Acacia stenophylla é uma espécie de leguminosa do gênero Acacia, pertencente à família Fabaceae.